# Fremont Hills (Misuri)
Fremont Hills es una ciudad ubicada en el condado de Christian en el estado estadounidense de Misuri. En el Censo de 2010 tenía una población de 826 habitantes y una densidad poblacional de 579,86 personas por km².

## Geografía
Fremont Hills se encuentra ubicada en las coordenadas 37°3′53″N 93°15′11″O / 37.06472, -93.25306. Según la Oficina del Censo de los Estados Unidos, Fremont Hills tiene una superficie total de 1.42 km², de la cual 1.42 km² corresponden a tierra firme y (0%) 0 km² es agua.

## Demografía
Según el censo de 2010, había 826 personas residiendo en Fremont Hills. La densidad de población era de 579,86 hab./km². De los 826 habitantes, Fremont Hills estaba compuesto por el 97.46% blancos, el 0.24% eran afroamericanos, el 0.36% eran amerindios, el 0.61% eran asiáticos, el 0% eran isleños del Pacífico, el 0.12% eran de otras razas y el 1.21% pertenecían a dos o más razas. Del total de la población el 0.85% eran hispanos o latinos de cualquier raza.